# 北門里 (高雄市)
北門里是中華民國高雄市鳳山區的一个里。在1970年自鎮北里分出，里境範圍介於鳳山溪、曹公圳以及鳳仁路；建國路與鳳松路之間。因為位在鳳山縣城的外北門北，於是此地方稱此地為「北門仔」，所以本里被命名為北門里。

## 歷史
清嘉慶年間鳳山縣城設建有六座城門，其中外北門的門額曰「郡南第一關」，石碑刻有道光17年（1837年）的落款年代，是當時的知縣曹謹所立者，該門額現存於高雄縣政府。
1874年發生牡丹社事件，隨後清廷以淮軍萬人馳赴現場。牡丹社事件以外交手段解決之後，卻爆發原住民與開山官兵之間的衝突，雙方死傷慘重，統計官兵死亡近兩千，其中1149具棺葬於本里武洛塘山南，1876年全部都入祀其旁的敕建淮軍昭忠祠。
1955年自大陳島撤退的難民，一部份被安置在鳳松路北側鐵道旁，當時的生活艱困，遷奉的神明三大王暫借假公舍祭祀，30年後才有餘力興建廟宇，號曰威武廟。為祈求遠離顛沛流離平安度日，所以稱作太平新村。